# Rok Flander
Rok Flander (ur. 26 czerwca 1979 w Kranju) – słoweński snowboardzista, dwukrotny medalista mistrzostw świata.

## Kariera
Po raz pierwszy na arenie międzynarodowej pojawił się 28 lutego 1998 roku w Maria Alm, gdzie w zawodach FIS Race zajął 27. miejsce w gigancie. Nigdy nie wystąpił na mistrzostwach świata juniorów.
W Pucharze Świata zadebiutował 17 stycznia 2001 roku w Kronplatz, gdzie zajął 33. miejsce w gigancie równoległym (PGS). Pierwsze pucharowe punkty wywalczył dwa tygodnie później w Bad Gastein, zajmując dziewiąte miejsce w slalomie równoległym (PSL). Na podium zawodów pucharowych po raz pierwszy stanął 22 października 2006 roku w Sölden, kończąc rywalizację w PGS na drugiej pozycji. W zawodach tych rozdzielił dwóch Szwajcarów: Simona Schocha i jego brata, Philippa Schocha. Najlepsze wyniki osiągnął w sezonie 2006/2007, kiedy to zajął czwarte miejsce w klasyfikacji generalnej, a w klasyfikacji PAR był trzeci.
Największe sukcesy osiągnął w 2007 roku, kiedy na mistrzostwach świata w Arosa zdobył dwa medale. Najpierw zwyciężył w gigancie równoległym, wyprzedzając Philippa Schocha i kolejnego Szwajcara, Heinza Innigera. Dzień później był trzeci w slalomie równoległym, przegrywając tylko z braćmi Schochami. Był też między innymi czwarty w PSL podczas mistrzostw świata w Gangwon dwa lata później. W 2006 roku zajął siódme miejsce w gigancie równoległym na igrzyskach olimpijskich w Turynie. Na rozgrywanych cztery lata później igrzyskach w Vancouver był ósmy w tej samej konkurencji. Brał też udział w igrzyskach olimpijskich w Soczi w 2014 roku, gdzie zajął 22. miejsce w slalomie równoległym, a giganta równoległego ukończył na szóstej pozycji.

## Osiągnięcia

### Igrzyska olimpijskie
| Miejsce | Dzień     | Rok  | Miejscowość | Konkurencja       | Zwycięzca           |
| ------- | --------- | ---- | ----------- | ----------------- | ------------------- |
| 7.      | 22 lutego | 2006 | Turyn       | Gigant równoległy | Philipp Schoch      |
| 8.      | 27 lutego | 2010 | Vancouver   | Gigant równoległy | Jasey-Jay Anderson  |
| 6.      | 8 lutego  | 2014 | Soczi       | Slopestyle        | Sage Kotsenburg     |
| 22.     | 11 lutego | 2014 | Soczi       | Halfpipe          | Iouri Podladtchikov |

### Mistrzostwa świata
| Miejsce | Dzień       | Rok  | Miejscowość | Konkurencja       | Zwycięzca          |
| ------- | ----------- | ---- | ----------- | ----------------- | ------------------ |
| 16.     | 13 stycznia | 2003 | Kreischberg | Gigant równoległy | Dejan Košir        |
| 14.     | 14 stycznia | 2003 | Kreischberg | Slalom równoległy | Siegfried Grabner  |
| 16.     | 18 stycznia | 2005 | Whistler    | Gigant równoległy | Jasey-Jay Anderson |
| 20.     | 19 stycznia | 2005 | Whistler    | Slalom równoległy | Jasey-Jay Anderson |
| 1.      | 16 stycznia | 2007 | Arosa       | Gigant równoległy | -                  |
| 3.      | 17 stycznia | 2007 | Arosa       | Slalom równoległy | Simon Schoch       |
| 15.     | 20 stycznia | 2009 | Kangwŏn     | Gigant równoległy | Jasey-Jay Anderson |
| 4.      | 21 stycznia | 2009 | Kangwŏn     | Slalom równoległy | Benjamin Karl      |
| 17.     | 19 stycznia | 2011 | La Molina   | Gigant równoległy | Benjamin Karl      |
| 16.     | 21 stycznia | 2011 | La Molina   | Slalom równoległy | Benjamin Karl      |
| 8.      | 25 stycznia | 2013 | Stoneham    | Gigant równoległy | Benjamin Karl      |
| DNF     | 27 stycznia | 2013 | Stoneham    | Slalom równoległy | Rok Marguč         |
| 8.      | 23 stycznia | 2015 | Kreischberg | Gigant równoległy | Andriej Sobolew    |

### Puchar Świata

#### Miejsca w klasyfikacji generalnej
- sezon 2000/2001: -
- sezon 2001/2002: -
- sezon 2002/2003: -
- sezon 2003/2004: -
- sezon 2004/2005: -
- sezon 2005/2006: 43.
- sezon 2006/2007: 4.
- sezon 2007/2008: 10.
- sezon 2008/2009: 22.
- sezon 2009/2010: 6.
- sezon 2010/2011: 9.
  - PAR[2]
- sezon 2011/2012: 8.
- sezon 2012/2013: 21.
- sezon 2013/2014: 22.
- sezon 2014/2015: 25.
- sezon 2016/2017: 54.

#### Zwycięstwa w zawodach
1. San Vigilio di Marebbe – 13 grudnia 2006 (gigant równoległy)
2. Sölden – 20 października 2007 (gigant równoległy)
3. La Molina – 20 stycznia 2008 (slalom równoległy)
4. Telluride – 16 grudnia 2010 (gigant równoległy)

#### Pozostałe miejsca na podium w zawodach
1. Sölden – 22 października 2006 (gigant równoległy) - 2. miejsce
2. Szukołowo – 9 lutego 2007 (slalom równoległy) - 3. miejsce
3. Nendaz – 16 grudnia 2007 (slalom równoległy) - 2. miejsce
4. Kreischberg – 7 stycznia 2009 (slalom równoległy) - 2. miejsce
5. Telluride – 17 grudnia 2009 (gigant równoległy) - 3. miejsce
6. Valmalenco – 13 marca 2010 (gigant równoległy) - 2. miejsce
7. Carezza – 21 grudnia 2011 (gigant równoległy) - 3. miejsce
8. Bad Gastein – 15 stycznia 2012 (slalom równoległy) - 3. miejsce
9. Soczi – 14 lutego 2013 (gigant równoległy) - 3. miejsce

- W sumie (4 zwycięstwa, 4 drugie i 5 trzecich miejsc).